# Alina Margolis-Edelman
Pour les articles homonymes, voir Edelman.
Pour les articles homonymes, voir Margolis.
Alina Margolis-Edelman, née le 18 avril 1922 à Łódź, morte le 23 mars 2008 à Paris,, est une médecin juive polonaise, pédiatre et militante des droits de l'homme.

## Biographie
Alina Margolis, de son nom de naissance, est la fille d'un couple de médecins de Łódź : son père, Aleksander, est un important militant bundiste, conseiller municipal et directeur du plus grand hôpital de la ville et sa mère, Anna, est l’initiatrice de la prophylaxie de la tuberculose chez les enfants. Après l'invasion de la Pologne par l'Allemagne, elle occupe dans le ghetto de Varsovie les fonctions d'élève infirmière, puis d'agent de liaison de l'Organisation juive de combat. Elle participe au soulèvement du ghetto de Varsovie et à l'évacuation de ses derniers survivants.
Après la guerre, elle épouse Marek Edelman dont elle a deux enfants, Alexandre et Anna. Face au renouveau de l'antisémitisme en Pologne elle décide en 1971 d'émigrer et part s'installer en France avec son fils et sa fille alors que son époux reste en Pologne. Elle exercera comme pédiatre et sera cofondatrice de Médecins du monde, son fils Aleksander Edelman deviendra directeur de recherche au CNRS à l'hôpital Necker et sa fille Ania Edelman cadre chez EDF. Elle est enterrée au cimetière parisien de Bagneux. Publié en 1997 son témoignage Je ne le répéterai pas, je ne veux pas le répéter décrit en termes poignants la vie d'une adolescente juive en Pologne pendant la Seconde Guerre mondiale.